# (37730) 1996 TA55
1996 TA55 (asteroide 37730) é um asteroide da cintura principal. Possui uma excentricidade de 0.10605560 e uma inclinação de 5.04017º.
Este asteroide foi descoberto no dia 10 de outubro de 1996 por Beijing Schmidt CCD Asteroid Program em Xinglong.